# 汾阳站
汾阳站，位于中华人民共和国山西省吕梁市汾阳市杏花村镇安上村，是太中银铁路上的火车站，于2011年1月11日启用营运，中国铁路太原局集团管辖。

## 車站周邊
- 杏花子夏学校
- 青银高速公路

## 歷史
- 2011年1月11日通车启用。[3]

## 外部連結
- 中国铁路客户服务中心 （页面存档备份，存于）